# Małowidz
Małowidz [maˈwɔvit͡s] es un pueblo ubicado en el distrito administrativo de Gmina Jednorożec, dentro del Condado de Przasnysz, Voivodato de Mazovia, en el este de Polonia central. Se encuentra aproximadamente a 10 kilómetros al norte de Jednorożec, a 24 kilómetros al norte de Przasnysz, y a 111 kilómetros al norte de Varsovia.

## Historia
Małowidz se fundó como villa real hacia el año 1540. Debido a la falta de dinero en el tesoro real, el pueblo fue arrendado a los nobles (szlachta) en 1605.
En 1781 había 20 hogares en el pueblo y, debido a las prácticas de buen gobierno establecidas en 1795, la población aumentó a 34 hogares y 228 habitantes en 1827. En 1885, cuando el pueblo formaba parte de Gmina Jednorożec, el censo indicaba 48 hogares y 299 habitantes en 1.326 hectáreas de tierra y 397 hectáreas de tierra sin cultivar. Después de la Primera Guerra Mundial, un censo de 1921 indicaba que el pueblo tenía 69 casas y 332 habitantes.
Entre la Primera Guerra Mundial y Segunda Guerra Mundial, el pueblo tuvo dos almacenes, operados por R. Nagiela Y H. Niszanowicza.
Una escultura del héroe cultural John de Nepomuk, está localizado en el pueblo.